# Palus Epidemiarum
Le Palus Epidemiarum (en latin : Marais des épidémies) est une petite mare lunaire située au sud-ouest de la face visible de la Lune. Le Palus Epidemiarum est situé au sud-ouest de la Mare Nubium et au sud-est de la Mare Humorum. 
Le Palus Epidemiarum se distingue par un système de rainures à l'extrémité ouest nommé Rimae Ramsden et pour les larges Rimae Hesiodus qui s'étend du point central à l'est-nord-est jusqu'à environ 300 km. Le cratère inondé Capuanus occupe le centre sud du Palus Epidemiarum. Près de l'extrémité ouest, se trouvent le cratère Lepaute et le cratère inondé Ramsden duquel partent des crevasses dénommées Rimae Ramsden. Au nord, deux cratères limitent le Palus Epidemiarum, Campanus et Mercator. Une étroite petite vallée se faufile entre ces deux cratères et permet la communication entre le Palus Epidemiarum et la Mare Nubium.